# Agent Undercover
Agent Undercover (russischer Originaltitel Находка для шпиона), im englischen Sprachraum auch als Spyfall bekannt, ist ein Karten- und Partyspiel des ukrainischen Spieleautors Alexandr Ushan. Das Spiel erschien 2014 bei Hobby World auf Russisch und Englisch, 2015 wurde es von dem österreichischen Verlag Piatnik auf Deutsch und Ungarisch veröffentlicht. Inhaltlich geht es darum, durch geschicktes Fragen einen Spion unter den Mitspielern zu identifizieren.

## Thema und Ausstattung
Bei dem Spiel geht es inhaltlich darum, durch geschicktes Fragen einen Spion unter den Mitspielern zu identifizieren. Die Spieler bekommen mit Ausnahme eines Spions zu Spielbeginn einen Ort und eine Rolle zugewiesen, die außer ihnen niemand kennt. Der Spion hat die Aufgabe, den Ort zu erraten, bevor ein anderer Mitspieler ihn als Spion enttarnt. Das Spielmaterial besteht neben der Spieleanleitung aus 25 Decks aus jeweils 8 Karten, auf denen jeweils die Orte und die Rollen der Mitspieler angegeben sind, sowie 26 Plastikbeuteln für die Kartendecks und 8 Übersichtskarten.

## Spielweise
Vor der ersten Spielrunde werden alle Karten nach Orten sortiert und die Decks in die Plastikbeutelchen gesteckt und zu jedem Deck wird eine ganz oben liegende Geheimagentenkarte hinzugegeben. Die Tüten kommen verdeckt in die Tischmitte oder in eine Spieleschachtel. Alle Spieler schauen sich die möglichen Orte in der Spieleanleitung an und prägen sich ein, an welchen Orten sie theoretisch sein könnten. Die Spieler einigen sich darauf, über wie viele Runden gespielt werden soll, und ob sie auch die entsprechenden Rollen einnehmen wollen. Ein Startspieler zieht eines der Decks und entnimmt es dem Beutel so, dass niemand die Karten sehen kann. Danach entfernt er überzählige Karten vom unteren Teil des Decks und mischt die restlichen Karten durch, bevor er jedem Mitspieler eine der Karten gibt. Jeder Spieler hat nun eine Karte, wobei einer der Spieler den Geheimagenten bekommen hat während alle anderen eine Ortskarte besetzen. Wenn alle Mitspieler ihre Karten betrachtet haben, wird eine Stoppuhr mit einer Zeitvorgabe von 8 Minuten gestartet.
Der Startspieler darf nun eine beliebige Frage stellen. Der Gefragte sollte die Frage so beantworten, dass er sich gegenüber seinen Mitspielern möglichst wenig verdächtig macht, zugleich aber den Ort auch nicht zu offensichtlich verrät. Wird mit Rollen gespielt, gibt er die Antwort aus dieser Rolle hinaus. Danach darf dieser jeden anderen Mitspieler mit Ausnahme des Fragenden ebenfalls befragen. Auf diese Weise wird weiter verfahren, bis der Spion aufgedeckt oder dieser den Ort herausgefunden hat.
Verdächtigt ein Mitspieler einen anderen Mitspieler, der Geheimagent zu sein, darf er das Spiel jederzeit stoppen und seinen Verdacht äußern. Er befragt die anderen Mitspieler, ob sie ihn unterstützen und wenn alle Mitspieler eine Person verdächtigen, endet das Spiel vorzeitig – unabhängig davon, ob diese Person tatsächlich der Geheimagent ist. Ist derjenige, den alle verdächtigen, tatsächlich der Geheimagent, hat dieser verloren. Ist er es nicht, gewinnt der Geheimagent die Runde. Der Geheimagent darf durch das Aufdecken seiner Karte ebenfalls jederzeit das Spiel stoppen und den Ort raten. Wenn er korrekt geraten hat, hat er gewonnen, ansonsten verloren. Wurde der Geheimagent nach 8 Minuten nicht identifiziert, endet die Runde und der Startspieler bittet alle Spieler, auf den Spieler zu zeigen, den sie verdächtigen. Ist derjenige, den die meisten Spieler verdächtigen, tatsächlich der Geheimagent, hat dieser verloren. Ist er es nicht, gewinnt er die Runde.
Am Ende der Runde erfolgt die Wertung. Gewinnt der Geheimagent, bekommt er 2 Punkte. Zusätzlich bekommt er 2 Extrapunkte, wenn er das Spiel gestoppt und den Ort erraten hat, oder wenn bei einem vorzeitigen Ende anderer Spieler von den Mitspielern verdächtigt wurde. Die anderen Mitspieler erhalten bei einem Siegt jeweils einen Punkt. Gewinnen sie vorzeitig durch Aufdecken des Geheimagenten, erhält derjenige der den Verdacht geäußert und das Spiel gestoppt hat, einen Extra-Punkt. Unabhängig von Ergebnis der Runde wird der jeweils letzte Geheimagent Startspieler der nächsten Runde. Gewinner des Spiels ist der Spieler, der am Ende der vereinbarten Anzahl Runden die meisten Punkte hat.

## Entwicklung und Ausgaben
Das Spiel Agent Undercover wurde vom ukrainischen Spieleautor Alexandr Ushan entwickelt und von Hobby World 2014 als russische und als englische Ausgabe veröffentlicht. Im gleichen Jahr erschien das Spiel in japanischer Sprache und 2015 erschienen mehrere weitere Übersetzungen des Spiels, darunter auch eine bilinguale Version auf Deutsch und Ungarisch bei Piatnik. Weitere Ausgaben erfolgten auf Spanisch, Französisch, Polnisch, Koreanisch, Italienisch, Tschechisch, Chinesisch, Türkisch, Griechisch, Rumänisch und Niederländisch sowie jeweils in einer multilingualen Version auf Dänisch, Finnisch, Norwegisch und Schwedisch und Lettisch, Litauisch, Estnisch und Russisch.
2015 wurde Agent Undercover in die Empfehlungsliste zum Spiel des Jahres aufgenommen und wie folgt beschrieben: „Ein feinfühliges Kommunikationsspiel, das kaltblütig und schweißtreibend zugleich ist.“.

## Belege
1. 1 2 3 4 5 6 7 8 9 10  Spieleanleitung Agent Undercover. Piatnik 2015.
2. ↑  Versionen von Agent Undercover in der Spieledatenbank BoardGameGeek (englisch); abgerufen am 29. Oktober 2017.
3. ↑  Agent Undercover auf der Website des Spiel des Jahres e.V.; abgerufen am 29. Oktober 2017.